# Prisión de Gitarama
La Prisión de Gitarama situada en la ciudad de Gitarama en Ruanda. Es la prisión más peligrosa del mundo. 
Esta prisión fue diseñada y fabricada para unos 400 presos pero en estos momentos el centro supera a los 8.000 presos. Cada preso tiene menos de 0,5 m² para vivir. Cada día hay decenas de muertos, los presos muertos se aprovechan para comer puesto que el centro no ofrece la cantidad suficiente de comida para los prisioneros, cada interno tiene sólo una comida al día y siempre hay enfrentamientos entre ellos para conseguir algo de alimento. Los días que hay pocas muertes a medio de un sorteo se decide quién será el escogido para comérselo. El centro penitenciario está formado por dos edificios de cuatro plantas cada uno.

## Historia
Los edificios eran parte de un complejo habitacional el 1960 construidos por una multinacional británica para servir de vivienda a sus empleados. Cuando la empresa cerró el edificio fue alquilado por el gobierno dictatorial con el objetivo de transformarlo en una prisión política. 
Desde aquel momento las cosas no han cambiado mucho, pese a que Ruanda ha tenido la transición de diferentes gobiernos,la única ayuda fue otorgada por la Cruz roja internacional, un cargamento de cobertores y eso fue todo. Todos los presos que están en Gitarama tienen algo en común, pertenecen a la etnia Hutu, este grupo carga la responsabilidad por una de las masacres más crudas de la historia del país africano, asesinaron sin piedad a los Tutsi,otro grupo étnico rival, este suceso tuvo lugar en 1994, generando muchos traumas, heridas que hasta el día de hoy no sanan y muchos asesinados, la cantidad estimada es de 1.000.000 de personas asesinadas, con el paso del tiempo los africanos recuerdan este suceso con mucho dolor pese a que los gobiernos de transición hicieron acuerdos de paz para frenar las hostilidades. La prisión de Gitarama la han catalogado como el infierno en la tierra y se siguen recibiendo reclusos pese a la presión internacional de diversos organismos de derechos humanos.

## Habitantes de la prisión
Con más de 8.000 presos solo hay 20 baños. Los presos tienen todo tipo de armas, por esto, ningún guardia se atreve a entrar. 
Todos los presos que entran ya no vuelven a salir, la mayoría de los presos mueren al cabo de unos 8 meses y 1 de cada 8 al cabo de 5, debido a que van descalzos por tierras infectadas. Además, muchos de ellos sufren de traumas, tímpanos estallado y mordidas causadas por otros presos, también se han visto casos de disentería y deshidratación debido al hacinamiento y las condiciones infrahumanas 
- Datos: Q28942655